# Арналдур Индридасон
Арналдур Индридасон (на английски: Arnaldur Indriðason) е исландски журналист, сценарист и писател на произведения в жанра криминален роман, съвременен и исторически трилър.

## Биография и творчество
Арналдур Индридасон е роден на 28 януари 1961 г. в Рейкявик, Исландия, в семейството на писателя Индриди Орстейнсон. През 1996 г. завършва с бакалавърска степен история в Университета на Исландия. След дипломирането си, в периода 1981 – 1982 г. работи като журналист за вестник „Моргунбладир“, след което минава на свободна практика. В периода 1986 – 2001 г. работи и като филмов критик за „Моргунбладир“.
Първият му роман „Синовете на праха“ (Synir duftsins) от емблематичната му поредица „Инспектор Ерлендур“ е издаден през 1997 г. Прави пробив с третия си роман от поредицата – „Стъклен град“. В него историята е за разследване на изнасилване, което е открито години по-късно, когато извършителят е убит при мистериозни обстоятелства. Заедно с разследването са поставени темите за записването на исландските граждани в генно досие и регистрацията на наследствените заболявания. Романът печели наградата за скандинавска литература „Стъклен ключ“. През 2006 г. е екранизиран в едноименния филм с участието на Ингвар Сигурдсон и Агуста Ерлендсдотир, който печели наградата „Кристален глобус“ на 42-ия Международен филмов фестивал в Карлови Вари. Следващият му роман, „Гробна тишина“, получава наградите „Стъклен ключ“ и „Златен кинжал“ на Асоциацията на писателите на криминални романи.
Главни герои в романите от поредицата са инспектор Ерлендур Свейнсон и неговите колеги от полицейското управление в Рейкявик, Сигурдур Оли и Елинборг. Криминалните истории обикновено са наказателни дела, които водят началото си от далечното минало или при които свидетелите се разпитват едва десетилетия след конкретно събитие. Личният живот на инспектор Ерлендур и проблемните отношения с неговите възрастни деца са вплетени в сюжета на престъплението и отразяват връзката с новата исландска история.
Произведенията на писателя често са включени в списъците на бестселърите. Те са преведени на над 40 езика по света в на над 14 милиона екземпляра.
Арналдур Индридасон живее със семейството си в Рейкявик.

## Произведения

### Самостоятелни романи
- Napóleonsskjölin (1999) – издаден и като „Operation Napoleon“[1][2][4]
- Bettý (2003)
- Konungsbók (2006)

### Серия „Инспектор Ерлендур“ (Inspector Erlendur)
1. Synir duftsins (1997)[1][2][3][4]
2. Dauðarósir (1998)
3. Mýrin (2000) – издаден и като „Jar City“ и „Tainted Blood“, награда „Стъклен ключ“[3]
Стъклен град, изд.: „ИнфоДАР“, София (2008), прев. Александра Калугерова
4. Grafarþögn (2001) – награда „Златен кинжал“ и „Стъклен ключ“
Гробна тишина, изд.: ИК „Колибри“, София (2016), прев. Айгир Сверисон
5. Röddin (2003)
Гласът, изд.: ИК „Колибри“, София (2017), прев. Айгир Сверисон
6. Kleifarvatn (2004) – награда „Бари“
7. Vetrarborgin (2005)
8. Harðskafi (2007)
9. Myrká (2008)
10. Svörtuloft (2009)
11. Furðustrandir (2010)

### Серия „Фловент и Торсън“ (Flovent and Thorson / Reykjavik Wartime Mystery)
1. Skuggasund (2013) – награда RBA за криминална литература[1][2][4]
2. Þýska húsið (2015)
3. Petsamo (2016)

### Серия „Детектив Конрад“ (Detective Konrad)
1. Myrkrið veit (2017)[1][2][4]
2. Stúlkan hjá brúnni (2018)
3. Tregasteinn (2019)
4. Þagnarmúr (2020)

### Екранизации
- 2006 Mýrin
- 2008 Рейкявик-Ротердам, Reykjavik-Rotterdam – сценарий
- 2012 Контрабанда, Contraband
- ?? Operation Napoleon – по романа